# 이엠코리아
이엠코리아 주식회사(EMKorea)는 대한민국의 방산 및 항공 발전설비 부품 생산기업이다.

## 개요
음식물처리 플랜트시스템 및 수소에너지 관련 사업을 하던 이엠솔루션을 흡수 합병하고, 적자 사업 부문이었던 음식물처리플랜트시스템 사업을 축소하고 있으며  K-2 전차, K-9 자주포, FA-50 등에 주요 부품들을 납품한다.

## 역사
1987년에 동우정밀으로 설립되었고 2005년 9월 동우정밀과 이엠코리아(2003년 3월 설립)가 기업합병하였다.
2007년 10월 29일에 주간사를 한국투자증권으로 공모가 8,500원에 코스닥 시장에 상장하였다.